# Macrobunidae
Famille
Les Macrobunidae sont une famille d'araignées aranéomorphes.

## Distribution
Les espèces de cette famille se rencontrent en Amérique, en Afrique et en Océanie.

## Paléontologie
Cette famille n'est pas connue à l'état fossile.

## Liste des genres
Selon World Spider Catalog (version 26, 11/07/2025) :
- Aebutina Simon, 1892
- Anisacate Mello-Leitão, 1941
- Auximella Strand, 1908
- Callevopsis Tullgren, 1902
- Cavernocymbium Ubick, 2005
- Chresiona Simon, 1903
- Chumma Jocqué, 2001
- Emmenomma Simon, 1884
- Funny Lin & Li, 2022
- Hicanodon Tullgren, 1901
- Huoyanluo Lin & Li, 2024
- Livius Roth, 1967
- Macrobunus Tullgren, 1901
- Malenella Ramírez, 1995
- Naevius Roth, 1967
- Neoporteria Mello-Leitão, 1943
- Obatala Lehtinen, 1967
- Parazanomys Ubick, 2005
- Pseudauximus Simon, 1902
- Retiro Mello-Leitão, 1915
- Rubrius Simon, 1887
- Tasmabrochus Davies, 2002
- Tasmarubrius Davies, 1998
- Teeatta Davies, 2005
- Urepus Roth, 1967
- Yupanquia Lehtinen, 1967
- Zanomys Chamberlin, 1948

## Systématique et taxinomie
La sous-famille des Myropsininae a été décrite par Petrunkevitch en 1928 comme une sous-famille des Dictynidae. Le genre Myropsis, sur lequel le nom de la famille est basé, étant préoccupé, le nom Myropsininae est invalide. Il est remplacé par Macrobuninae par Bonnet en 1957. Elle est considérée comme une sous-famille des Amaurobiidae par Lehtinen en 1967. Elle est élevée au rang de famille par Gorneau, Crews, Cala-Riquelme, Montana, Spagna, Ballarin, Almeida-Silva et Esposito en 2023.
Cette famille rassemble 93 espèces dans 27 genres.

## Publication originale
- Bonnet, 1957 : Bibliographia araneorum. Analyse méthodique de toute la littérature aranéologique jusqu'en 1939. Tome II. Systématique des araignées (Étude par ordre alphabétique) (3e partie : G-M), Douladoure, Toulouse, p. 1927-3026.